# Ismail El Shafei
Pour les articles homonymes, voir El Shafei.
Ismail Adly El Shafei, né le 15 novembre 1947 au Caire, est un joueur de tennis égyptien, amateur depuis le début des années 1960, puis professionnel jusqu'en 1982.

## Carrière
Vainqueur d'un tournoi ATP en simple à Manille en 1974, Ismail El Shafei a connu plus de succès en double avec neuf titres acquis entre 1974 et 1981 dont quatre avec le néo-zélandais Brian Fairlie, son principal partenaire.
Actif sur le circuit amateur dès l'âge de 15 ans, il a disputé la finale du tournoi junior de Wimbledon en 1963 puis l'a remportée l'année suivante. Il a par la suite atteint la finale des Championnats d'Asie à Calcutta en 1967 et de l'US Indoor en 1969 et a remporté les Championnats d'Allemagne sur courts couverts à Brême en 1968 et au Caire en 1969 et de nombreux d'autres dans son pays. Passé professionnel en 1970, il bat cette année-là Rod Laver à deux reprises à Salisbury puis à Londres. Son meilleur résultat est un quart de finale à Wimbledon en 1974. Il y bat le jeune Björn Borg, vainqueur de Roland-Garros et tête de série n°5 au 3e tour (6-2, 6-3, 6-1), puis Manuel Orantes (n°15) en huitièmes (6-4, 3-6, 6-3, 7-5).
Ismail El Shafei est le fils d'Adly El Shafei (né en 1920), membre de l'équipe d'Égypte de Coupe Davis de 1946 à 1955. Son fils Adly Jr. a lui-même représenté son pays à deux reprises dans les années 1990. Ismail El Shafei a quant a lui été sélectionné à 17 occasions, compilant un total de 23 victoires pour 19 défaites avant de devenir capitaine de l'équipe peu après l'arrêt de sa carrière.
Diplômé de l'Université du Caire, il a occupé le poste de Président de la Fédération égyptienne de tennis de 1994 à 1996 et de 2005 à 2008. Il occupe actuellement d'importantes fonctions au sein de la Fédération internationale de tennis. Membre le plus ancien de son conseil d'administration, pour y avoir travaillé entre 1998 et 2001 ainsi que de 2005 à 2013, il en fait de nouveau partie depuis 2015. En 2012, il est le responsable de la commission des entraîneurs, puis en 2016, il est nommé responsable des compétitions junior. Il est, en 2018, nommé président du comité de la Coupe Davis.

## Après sa carrière de joueur
Après sa carrière de joueur, El Shafei est resté impliqué dans le tennis à des postes administratifs : il a été élu président de la Fédération égyptienne de tennis à deux reprises (1994-1996 et 2005-2008). En 1998, il a été élu au conseil d'administration de la Fédération internationale de tennis jusqu'en 2001. Il a ensuite exercé un second mandat comme directeur de l'ITF (2003-2013). En septembre 2015, il a été élu pour un troisième mandat de directeur et est actuellement président du comité d'entraînement et président du circuit junior.

## Personnel
Il a fait ses études à l'Université du Caire et est le fils d'Adli El Shafei et le père d'Adli El Shafei II.

## Palmarès

### Titre en simple messieurs
| No | Date       | Nom et lieu du tournoi                | Catégorie | Surface    | Finaliste           | Score    |  |
| -- | ---------- | ------------------------------------- | --------- | ---------- | ------------------- | -------- |  |
| 1  | 18-11-1974 | Tournoi de tennis de Manille, Manille |           | Dur (ext.) | Hans-Jürgen Pohmann | 7-6, 6-1 |  |

### Finale en simple messieurs
| No | Date       | Nom et lieu du tournoi              | Catégorie | Dotation | Surface    | Vainqueur     | Score              |  |
| -- | ---------- | ----------------------------------- | --------- | -------- | ---------- | ------------- | ------------------ |  |
| 1  | 21-11-1977 | Tournoi de tennis de Taïwan, Taïwan |           | 50 000 $ | Dur (ext.) | Tim Gullikson | 6-7, 7-5, 7-6, 6-4 |  |